# Pentti Korhonen
Pentti Korhonen (Rantasalmi, 14 de junio de 1951) fue un piloto de motociclismo finlandés, que compitió en el Campeonato del Mundo de Motociclismo desde 1969 hasta 1979.

## Biografía
Después de haber comenzado a competir con una Husqvarna 175 en carreras de hielo, Korhonen hizo su debut con 17 años en Speed en Kuopio con un Yamaha 50. En 1969, debutó en el Mundial con una TD2 250 cc en el Gran Premio de Finlandia de 250cc, terminando la carrera en el séptimo lugar. Con la misma moto, ganó unas semanas más tarde el "Pyynikki TT" en Tampere. Korhonen estará en Yamaha toda su carrera.
Después de ganar el título finlandés de los 500 en 1972, su carrera en el Campeonato Mundial comenzó a despegar en 1973, año en el que logró su primer podio, gracias al tercer lugar en GP de Alemania de 350. Esa temporada acabó en el décimo lugar en la clasificación general de 350. La siguiente temporada, Korhonen corre en 250, 350 y 500cc, terminando en entre los diez mejores en las tres categorías, gracias a tres podios (2.º en España en 250 y un 3.º en Suecia en 350 y 500).
En 1975, Korhonen obtiene su primera y única victoria, el GP de Yugoslavia de 350, categoría en la que acabó tercero en la clasificación general. En 1976, Korhonen acabó quinto en 250, y segundo en los 1000 km del Mugello, carrera del Campeonato del Mundo de Resistencia junto a Christian Estrosi. En 1976, el finlandés fue contratado por Honda para competir con el Europeo de Resistencia como piloto oficial y a Christian Huguet como piloto oficial. Fue quinto en Europa, ganando las 24 horas de Montjuïc, quedando tercero en la Bol d'Or y segundo en el 500 millas de Thruxton.
La última temporada como profesional para Korhonen fue en 1979, el año en que subió por última vez al podio (3.º en Gran Premio de Finlandia de 350cc). Después de retirarse, abrió un hotel-restaurante con su esposa en Konnevesi y trabajó para la Federación Finlandesa de Motocicletas. Es una presencia frecuente en eventos dedicados a motocicletas antiguas, pilotando la Yamaha en el Yamaha Classic Racing Team.

## Resultados
Sistema de puntuación a partir de 1969:
| Posición | 1  | 2  | 3  | 4 | 5 | 6 | 7 | 8 | 9 | 10 |
| Puntos   | 15 | 12 | 10 | 8 | 6 | 5 | 4 | 3 | 2 | 1  |

(Carreras en negrita indica pole position, carreras en cursiva indica vuelta rápida)
| Año  | Clase | Equipo | 1       | 2       | 3       | 4       | 5       | 6       | 7       | 8       | 9       | 10      | 11      | 12      | 13    | Pts. | Pos. |
| ---- | ----- | ------ | ------- | ------- | ------- | ------- | ------- | ------- | ------- | ------- | ------- | ------- | ------- | ------- | ----- | ---- | ---- |
| 1969 | 250cc | Yamaha | ESP -   | GER -   | FRA -   | IOM -   | NED -   | BEL -   | DDR -   | CZE -   | FIN 7   | ULS -   | NAT -   | YUG -   |       | 4    | 37.º |
| 1970 | 250cc | Yamaha | GER -   | FRA -   | YUG -   | IOM -   | NED -   | BEL -   | DDR -   | CZE 8   | FIN 7   | ULS -   | NAT -   | ESP -   |       | 4    | 34.º |
| 1971 | 250cc | Yamaha | AUT -   | GER -   | IOM -   | NED -   | BEL -   | DDR -   | CZE -   | SWE -   | FIN 18  | ULS 2   | NAT -   | ESP -   |       | 0    | -    |
| 1972 | 500cc | Yamaha | GER -   | FRA -   | AUT -   | NAT -   | IOM -   | YUG -   | NED -   | BEL -   | DDR -   | CZE -   | SWE -   | FIN 6   | ESP - | 5    | 33.º |
| 1973 | 250cc | Yamaha | FRA -   | AUT -   | GER 7   |         | IOM -   | YUG -   | NED DNS | BEL -   | CZE -   | SWE -   | FIN Ret | ESP -   |       | 4    | 31.º |
| 1973 | 350cc | Yamaha | FRA 7   | AUT -   | GER 3   | NAT DNQ | IOM -   | YUG 8   | NED DNS |         | CZE -   | SWE -   | FIN 4   | ESP -   |       | 25   | 10.º |
| 1974 | 250cc | Yamaha |         | GER DNS |         | NAT -   | IOM 22  | NED -   | BEL 10  | SWE -   | FIN -   | CZE -   | YUG 6   | ESP 2   |       | 18   | 10.º |
| 1974 | 350cc | Yamaha | FRA DNQ | GER DNS | AUT 8   | NAT Ret | IOM 46  | NED 5   |         | SWE 3   | FIN Ret |         | YUG 5   | ESP Ret |       | 25   | 8.º  |
| 1974 | 500cc | Yamaha | FRA DNS | GER DNS | AUT -   | NAT Ret | IOM 21  | NED 7   | BEL 19  | SWE 3   | FIN 5   | CZE 9   |         |         |       | 22   | 8.º  |
| 1975 | 250cc | Yamaha | FRA -   | ESP Ret |         | GER Ret | NAT 9   | IOM -   | NED 6   | BEL -   | SWE 9   | FIN Ret | CZE -   | YUG Ret |       | 9    | 20.º |
| 1975 | 350cc | Yamaha | FRA 7   | ESP 6   | AUT 9   | GER 3   | NAT Ret | IOM -   | NED 2   |         |         | FIN Ret | CZE 10  | YUG 1   |       | 49   | 3.º  |
| 1975 | 500cc | Yamaha | FRA Ret |         | AUT -   | GER -   | NAT Ret | IOM -   | NED -   | BEL Ret | SWE 10  | FIN -   | CZE Ret |         |       | 5    | 27.º |
| 1976 | 250cc | Yamaha | FRA 3   |         | NAT 3   | YUG 8   | IOM -   | NED Ret | BEL 8   | SWE 4   | FIN 4   | CZE 8   | GER 9   | ESP 4   |       | 55   | 4.º  |
| 1976 | 350cc | Yamaha | FRA 8   | AUT Ret | NAT 4   | YUG Ret | IOM -   | NED Ret |         |         | FIN Ret | CZE 4   | GER Ret | ESP Ret |       | 19   | 13.º |
| 1976 | 500cc | Yamaha | FRA Ret | AUT Ret | NAT -   | YUG 7   | IOM -   | NED -   |         | SWE Ret | FIN -   | CZE -   | GER -   |         |       | 0    | -    |
| 1977 | 250cc | Yamaha | VEN 4   | GER -   | NAT -   | ESP DNQ | FRA Ret | YUG 7   | NED 8   | BEL Ret | SWE Ret | FIN Ret | CZE Ret | GBR -   |       | 15   | 16.º |
| 1977 | 350cc | Yamaha | VEN 4   | GER -   | NAT -   | ESP Ret | FRA Ret | YUG Ret | NED Ret |         | SWE 7   | FIN Ret | CZE 4   | GBR -   |       | 20   | 13.º |
| 1978 | 250cc | Yamaha | VEN -   |         | AUT 13  | FRA Ret | NAT Ret | NED 6   | BEL 9   | SWE Ret | FIN 12  | GBR -   | GER Ret | CZE Ret | YUG 8 | 10   | 19.º |
| 1978 | 350cc | Yamaha | VEN -   |         | AUT 8   | FRA 8   | NAT 12  | NED 4   | SWE 7   | FIN -   | GBR -   | GER Ret | CZE 9   | YUG Ret |       | 20   | 11.º |
| 1978 | 500cc | Yamaha | VEN Ret | ESP Ret | AUT DNS | FRA -   | NAT -   | NED -   | SWE -   | FIN -   | GBR -   | GER -   |         |         |       | 0    | -    |
| 1979 | 250cc | Yamaha | VEN -   |         | GER 9   | NAT 9   | ESP 14  | YUG Ret | NED -   | SWE Ret | FIN 6   | GBR -   | CZE Ret | FRA -   |       | 9    | 21.º |
| 1979 | 350cc | Yamaha | VEN -   | AUT -   | GER -   | NAT -   | ESP 7   | YUG Ret | NED 8   |         | FIN 3   | GBR -   | CZE -   | FRA -   |       | 17   | 12.º |